# Regno di Palmira
Il regno di Palmira, con capitale Palmira (l'attuale Tadmor in Siria), fu uno dei territori periferici dell'Impero romano che giunse a costituirsi come un vero e proprio Stato secessionista, in seguito alle rivolte militari che caratterizzarono la crisi del III secolo.
La regina Zenobia prese il potere su Palmira nel 267 e trasformò il suo Stato in una monarchia indipendente: si sottrasse al controllo di Roma, si autoproclamò Augusta, si attribuì il titolo divino Discendente di Cleopatra e nominò suo figlio Vaballato Augusto.
Attuò una politica ostile all'Impero romano e favorevole ai Persiani di Sapore I, lanciando il suo esercito, guidato dal capace generale Zabdas, alla conquista dei territori soggetti ai romani; accrebbe i propri domini con l'occupazione dell'Egitto, della Bitinia, della Siria e di una parte di Asia Minore ed Arabia.
La città di Palmira, oasi lungo la via carovaniera che metteva in contatto l'oriente partico con i porti del Mediterraneo, aveva sviluppato la propria fortuna commerciale sulla neutralità tra i due imperi, spesso in lotta tra loro.
L'oasi di Palmira era abitata da ricchi commercianti, già nel I secolo a.C., tanto da spingere Marco Antonio a farvi un'incursione con la cavalleria, che si concluse con un nulla di fatto.

## Storia
Durante il regno di Valeriano il principe di Palmira, Settimio Odenato, appartenente ad una famiglia che aveva ottenuto la cittadinanza romana sotto Settimio Severo, dopo un fallito tentativo di alleanza col sovrano del regno dei Sasanidi, Sapore I, figlio di Ardashir I, si era avvicinato al proprio imperatore, Valeriano, che, nel 258 l'aveva riconosciuto vir consularis.
Dopo la sconfitta, nel 260, nella battaglia di Edessa dove l'imperatore era stato catturato e fatto prigioniero da Sapore I, Odenato intervenne e inseguì sino a Ctesifonte l'esercito sasanide che, sconfitto dal generale Callisto, si stava ritirando. Durante tale azione, Odenato riuscì a procurare notevoli perdite al nemico e l'impresa fu apprezzata dall'imperatore Gallieno, il quale gli conferì diversi titoli onorifici dopo che nel 261 Odenato, durante la ribellione dei Macriani, aveva sconfitto ed ucciso il generale Callisto, che aveva appoggiato la ribellione. Il titolo più importante ottenuto da Odenato in questa occasione è stato quello di dux romanorum, che in pratica riconosceva un'autorità regale del principe di Palmira su tutta l'area della provincia di Siria.
Odenato ordinò una forte leva in Siria per ripristinare gli organici dell'esercito romano e, appena completata la leva, nel 262, riprese la guerra contro i Sasanidi, riconquistando alcune fortezze in Mesopotamia, oltre a Carre e Nisibis in Cappadocia, sconfisse l'esercito sasanide e assediò Sapore I nella sua capitale, Ctesifonte e mentre Gallieno fu riconosciuto persicus maximus, Odenato ricevette il titolo di corrector totius Orientis, con giurisdizione sulle province romane orientali. Fu anche per merito delle vittorie di Odenato che i Sasanidi, negli anni successivi, non effettuarono altre incursioni.
In seguito, a Odenato fu riconosciuto il titolo di re dei re, che lo contrapponeva al Gran re di Persia, Sapore I. I confini del regno di Odenato, in quegli anni, erano a nord i monti del Tauro e a sud il golfo Arabico e comprendeva la Cilicia, la Siria, la Mesopotamia e l'Arabia.
Nel 267, in una campagna alla quale partecipò anche il figlio maggiore, Hairan, Odenato marciò contro la Persia, arrivando a Ctesifonte, ma qui dovette arrestarsi per dirigersi in Cappadocia, che era stata invasa dai Goti. Odenato arrivò fino ad Eraclea pontica, sul Mar Nero, ma troppo tardi.
Tornato a Palmira, pochi mesi dopo, in quello stesso anno o forse all'inizio del 268 Odenato fu assassinato, ad Emesa, assieme al figlio Hairan (o Erode o Erodiano) e ad un suo fedele collaboratore, il governatore militare di Palmira, Settimio Vorode. Furono assassinati da Maconio, cugino o nipote (a seconda delle fonti) di Odenato, su mandato della stessa Zenobia.

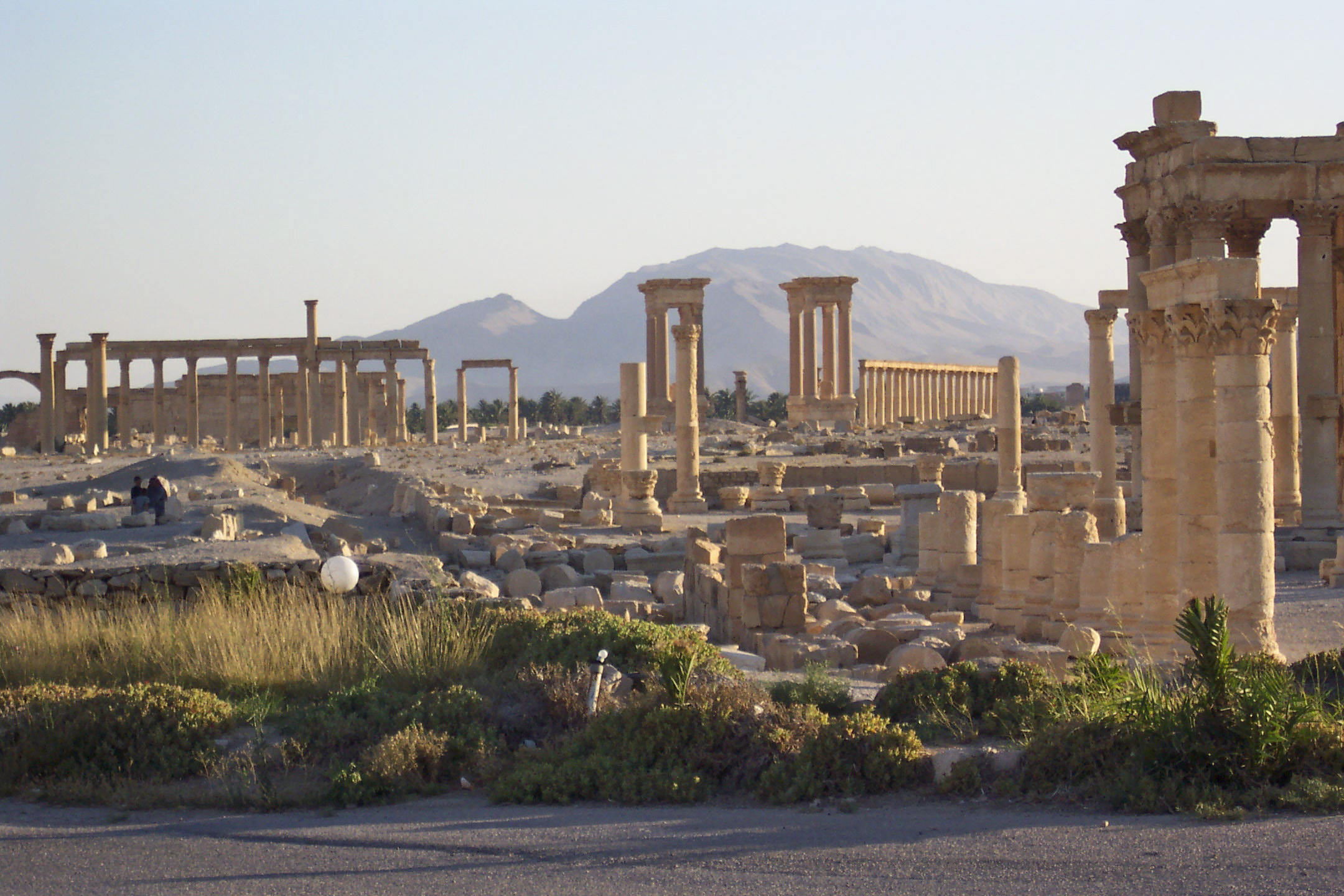
Rovine di Palmira (2005)

### Regno indipendente di Zenobia ed espansione (267-272)
Poco dopo la morte del re dei re, sua moglie Zenobia prese il potere, in nome del figlio minorenne, Vaballato, col sogno e l'ambizione non solo di mantenersi autonoma da Roma, ma di creare un impero d'Oriente da affiancare all'impero di Roma. Assunse il titolo divino di Discendente di Cleopatra.
Gallieno avrebbe voluto regolare i conti con Zenobia, ma fu impedito a recarsi in Oriente sia dall'invasione dei Goti iniziata nel 267 che dalla grande invasione degli Eruli, del 268. La "Vita Gallieni" riporta che l'imperatore inviò contro Palmira un suo generale, Aurelio Eracliano, nominato dux della spedizione volta a riprendere il controllo della frontiera con la Persia dopo la morte di Odenato nel 267, ma costui fu sconfitto dai Palmireni della regina Zenobia e di suo figlio Vaballato. Secondo alcune interpretazioni alternative, questa spedizione non avvenne sotto Gallieno ma sotto il suo successore Claudio il Gotico, o potrebbe non essere avvenuta affatto.
Alla luce di questi avvenimenti si rafforzò la convinzione che il regno di Palmira avesse la missione di governare l'Oriente e Zenobia, reggente al posto del figlio Vaballato, solo dopo la morte dell'imperatore, Claudio, avvenuta nel 270, guidò la ribellione contro l'autorità imperiale. Per i primi anni Zenobia si limitò a conservare e rafforzare il regno lasciatole da suo marito (la Cilicia, la Siria, la Mesopotamia e l'Arabia), mantenendo buoni rapporti con Roma.

Ella si proclamò regina di Palmira, salì il trono e assunse il titolo onorifico di Discendente di Cleopatra, rafforzando la sua convinzione a liberarsi da Roma; Cleopatra d'Egitto era stata una dei nemici più pericolosi per Roma e Zenobia rappresentava una nuova Cleopatra, una nuova sovrana orientale che minacciava l'unità dell'Impero.  
Per prima cosa nominò comandante supremo delle truppe palmirene l'abile generale Zabdas, attuando una politica espansionistica a partire dalla fine del 269, politica che divenne molto aggressiva nel 270, dopo la morte per peste dell'imperatore Claudio, Zenobia riuscì ad estendere il potere del suo regno conquistando la Bitinia e l'Egitto.
Nel 270 divenne imperatore Aureliano che inizialmente riconobbe a Vaballato i titoli di vir clarissimus rex e imperator dux Romanorum, tanto che nel regno di Palmira si batterono monete con da un lato l'effigie di Vaballato, imperator dux Romanorum e dall'altro dell'imperatore, Aureliano. A Zenobia fu riconosciuto il titolo di Augusta e di Regina d'Egitto, le furono riconosciute pure le conquiste che ella aveva fatto a danno dello stesso Impero romano, anche perché Aureliano la riteneva un'ottima amministratrice di stati.
Proprio nel 270 il regno di Palmira raggiunse il massimo del suo potere, a tal punto da riuscire a sconvolgere l'equilibrio romano creatosi nella regione: Aureliano si vide costretto a concludere con la regina un trattato, con cui Roma accettava la situazione creatasi in Oriente.
Quando tuttavia la regina cominciò a presentarsi in pubblico avvolta in un manto purpureo, a battere monete con la propria effigie e quella del figlio (escludendo Aureliano, il che era un aperto atto di ostilità), l'imperatore si allarmò e ritenne di dover intervenire.

### Conquista del Regno di Palmira

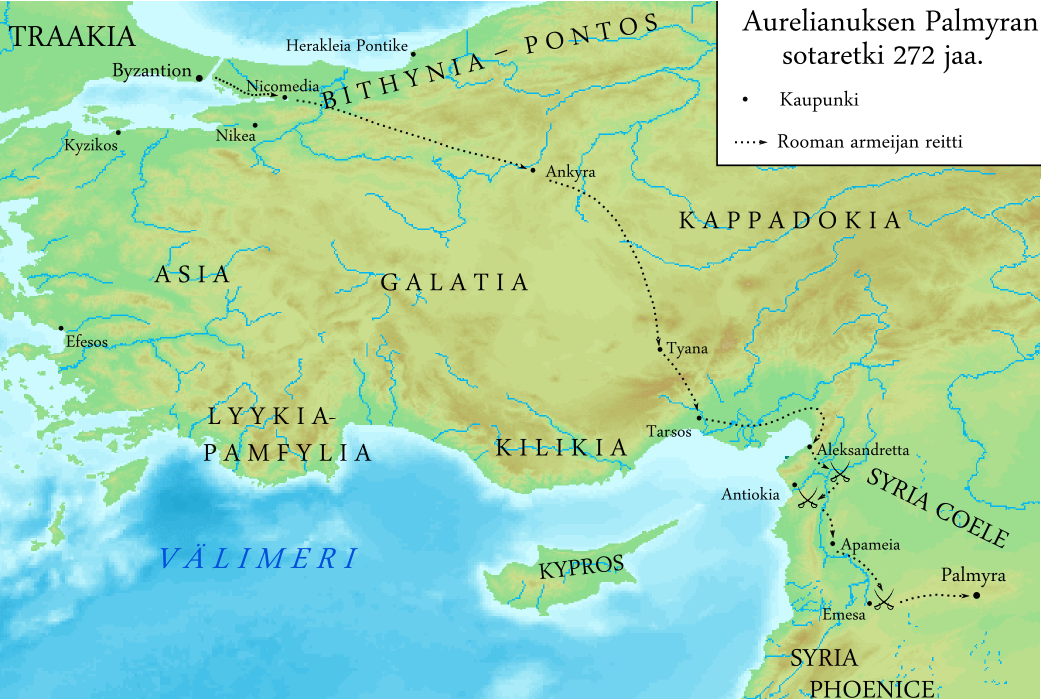
Percorso compiuto dall'imperatore Aureliano durante le Campagne orientali che portarono alla riannessione del regno di Palmira all'Impero romano.

Nel 271, risolti i problemi che aveva in Italia, Aureliano decise di tamponare tutte le falle del sistema difensivo romano, restaurando l'integrità dello stato sui vecchi confini, cominciando dal regno di Palmira.
Le province, Bitinia ed Egitto, conquistate appena due anni prima da Zenobia, furono riconquistate, quasi senza colpo ferire, e l'avanzata di Aureliano continuò senza incontrare resistenza.
Le truppe di Palmira, al comando del generale Zabdas, che erano composte dai resti di almeno due legioni romane, gli arcieri palmireni e la cavalleria pesante (i clibanarii simili al catafratto persiano), erano state radunate ad Antiochia; allora si mossero incontro all'imperatore, che fu intercettato sulle rive dell'Oronte, dove avvenne la Battaglia di Immae, in cui Aureliano che, in passato, era stato comandante di cavalleria, al primo attacco dei clibanarii, ordinò alla sua cavalleria leggera di arretrare e farsi inseguire sino a quando i cavalli del nemico, appesantiti dalla propria corazza e da quella del cavaliere, furono esausti; allora la cavalleria di Aureliano si arrestò e mise in fuga i clibanarii, mentre la sua fanteria, attraversato l'Oronte, attaccò sul fianco le truppe di Zabdas che così subirono una sconfitta completa.
Zabdas si ritirò ad Antiochia, dove, mentendo, si vantò di aver fatto prigioniero Aureliano. Poi Zenobia e Zabdas, dopo aver lasciato una piccola guarnigione nel presidio fortificato di Dafne, di notte, si ritirarono da Antiochia dirigendosi a Emesa, per poter raccogliere un secondo esercito per fermare Aureliano.
Aureliano, ben accolto dagli abitanti di Antiochia, attaccò e conquistò Dafne, per proseguire celermente verso Emesa, dove nella piana antistante la città avvenne lo scontro decisivo, (Battaglia di Emesa) nella quale, con una tattica simile a quella della battaglia di Immae, Aureliano, che aveva ricevuto i rinforzi di truppe mesopotamiche, siriane, fenicie e palestinesi, riportò una grande vittoria contro un esercito, valutato intorno alle 70.000 unità. Zenobia, aiutata nella fuga dai nomadi del deserto che attaccarono Aureliano si ritirò a Palmira, preparandosi a sostenere un assedio, sperando nell'arrivo degli aiuti persiani.
Aureliano, dopo essere stato ferito, ebbe un momento di esitazione e propose a Zenobia una resa molto moderata, che la regina poco saggiamente rifiutò e respinse con linguaggio poco diplomatico, costringendo l'imperatore a impegnarsi con risolutezza cosicché le tribù del deserto vennero sottomesse o con le armi o col denaro (alcune tribù ebbero il lucroso compito di approvvigionare l'esercito imperiale).
Mentre Palmira era sotto assedio, la regina e il consiglio cittadino pensarono di inviare un'ambasceria, guidata da Zenobia in persona, presso il re persiano Sapore I, con lo scopo di ricevere rinforzi e salvare così il Regno di Palmira.
Zenobia e il figlio furono però catturati dalla cavalleria leggera romana, mentre tentavano di attraversare l'Eufrate, ovvero a un passo dalla salvezza.
Con la loro regina catturata e gran parte dell'esercito annientato e stremato, il generale Zabdas consegnò la città ai romani 272; il Regno di Palmira era stato sottomesso e l'anno dopo Aureliano riconquistò anche il cosiddetto Impero delle Gallie.
L'oasi e la città di Palmira, dopo la resa ad Aureliano, non subirono alcuna violenza, ma l'anno dopo (273), a seguito di una nuova ribellione, Palmira fu saccheggiata, i suoi tesori furono portati via e le mura furono abbattute.
La città tornò così a essere un piccolo villaggio; divenne una base militare per le legioni romane e in seguito una piazzaforte fortificata dell'Impero bizantino.